# Кючюк Омер Февзи паша
Кючюк Омер (Йомер) Февзи паша (на турски: Ömer Fevzi Paşa, Küçük) е османски офицер и чиновник.

## Биография
Роден е в 1818 година в Токат. Учи във военно училище в Истанбул. От май до декември 1868 година е валия в Шкодра. През 1872 - 1873 и в 1874 - 1875 година е валия на Солунския вилает. В 1869 - 1870 и 1871 - 1872 година е валия на Крит. В периода март - октомври 1871 г. е валия на Дунавския вилает в Русе. В 1873 - 1874 е валия на Островния вилает. По-късно е валия в Одрин, Кония и Сирия.
Умира в 1878 година.